# Associação Desportiva São Caetano
Maillots
Pour les articles homonymes, voir São Caetano.
Le Associação Desportiva São Caetano Football Limited est un club de football brésilien basé à São Caetano do Sul.

## Historique
- 1989 : fondation du club

## Palmarès
| Compétitions nationales                                                                                       | Compétitions internationales              |
| - Championnat du Brésil : - Vice-champion : 2000 et 2001. - Championnat de São Paulo (1) : - Champion : 2004. | - Copa Libertadores : - Finaliste : 2002. |

## Anciens joueurs
- Magrão
- Alessandro Mancini
- Fábio Santos
- / Marcos Senna
- Brandão
- Rivaldo
- Wellington